# Limnophora subpolita
Limnophora subpolita är en tvåvingeart som beskrevs av Malloch 1929. Limnophora subpolita ingår i släktet Limnophora och familjen husflugor. Inga underarter finns listade i Catalogue of Life.